# Саблетт, Уильям
Уильям Льюис Саблетт (англ. William Lewis Sublette; 21 сентября 1799 — 23 июля 1845) — американский первопроходец, маунтинмен, охотник и торговец.

## Биография
Уильям Саблетт родился в городе Стэнфорд, штат Кентукки. В 1817 году он, вместе со своей семьёй, переезжает на запад, в город Сент-Чарльз, Миссури. В возрасте 23 лет в Сент-Луисе Саблетт присоединился к экспедиции генерала Уильяма Эшли и Эндрю Генри в верховья реки Миссури, которая позже станет известна как Сотня Эшли. Он добывал пушнину в районе горного хребта Титон и долины Джексон-Хоул.
В 1826 году, вместе с Джедедайей Смитом и Дэвидом Джексоном, он выкупает у Уильяма Эшли долю в компании. Компаньоны решили искать новые места для добычи бобров. В том же году Смит организовал первую экспедицию на юг, Джексон и Саблетт отправились в других направлениях. Через четыре года они продали Меховую компанию Скалистых гор другим маунтинменам, среди которых был брат Саблетта — Милтон Саблетт.
В 1832 году Саблетт был ранен во время сражения у Пьерс-Хоул. Группа трапперов столкнулась с гровантрами. Вождь индейцев выехал навстречу без оружия и с трубкой мира, но был предательски убит. Начался яростный бой, в котором несколько маунтинменов было убито и ранено.
После ранения Саблетт отправился в Сент-Луис. Примерно через полтора года он вернулся на Запад и основал форт Уильям, который позднее станет известен как форт Ларами.
Уильям Саблетт скончался 23 июля 1845 года в Питтсбурге, штат Пенсильвания. Округ Саблетт в Вайоминге и город в Канзасе названы в честь него.